# Estación de Rorschach Stadt
La estación de Rorschach Stadt es la principal estación ferroviaria de la comuna suiza de Rorschach, en el Cantón de San Galo.

## Historia y ubicación
La estación de Staad fue inaugurada en 1856 con la apertura de la línea San Galo - Rorschach por parte del Sankt Gallisch-Appenzellischen Eisenbahn (S.G.A.E.). La compañía pasaría a ser absorbida por los SBB-CFF-FFS en 1902.
La estación se encuentra ubicada en el sur de la zona centro del núcleo urbano de Rorschach. Cuenta con un andén lateral al que accede una vía pasante.
En términos ferroviarios, la estación se sitúa en la línea San Galo - Rorschach. Sus dependencias ferroviarias colaterales son la estación de Goldach hacia San Galo y la estación de Rorschach, extrema de la línea.

## Servicios ferroviarios
Los servicios ferroviarios de esta estación están prestados por SBB-CFF-FFS:

### S-Bahn San Galo
En la estación efectúan parada los trenes de cercanías de dos líneas de la red S-Bahn San Galo:
- S 1 Wil – Gossau – San Galo – Rorschach - St. Margrethen – Altstätten
- S 2 (Wattwil) – Herisau – San Galo – Rorschach - St. Margrethen – Heerbrugg